# Malakula
Malakula är en ö i provinsen Malampa i Vanuatu. Den hade 22 934 invånare år 2009.